# Abalistes
Abalistes är ett släkte av fiskar som ingår i familjen tryckarfiskar.
Arter enligt Catalogue of Life och FishBase:
- Abalistes filamentosus
- Abalistes stellaris
- Abalistes stellatus